# Hirokazu Ōta
Hirokazu Ōta (jap. 太田 裕和, Ōta Hirokazu; * 10. April 1971 in der Präfektur Kyoto) ist ein ehemaliger japanischer Fußballspieler.

## Karriere
Ōta erlernte das Fußballspielen in der Universitätsmannschaft der Dōshisha-Universität. Seinen ersten Vertrag unterschrieb er 1994 bei Bellmare Hiratsuka. Der Verein spielte in der höchsten Liga des Landes, der J1 League. 1994 gewann er mit dem Verein den Kaiserpokal. Für den Verein absolvierte er zwei Erstligaspiele. 1996 wechselte er zum Zweitligisten Cosmo Oil Yokkaichi FC. Danach spielte er bei Blaze Kumamoto und Albirex Niigata. Ende 1998 beendete er seine Karriere als Fußballspieler.

## Erfolge
Bellmare Hiratsuka
- Kaiserpokal

Sieger: 1994